# Chadwick (månekrater)
Chadwick er et nedslagskrater på Månen. Det befinder sig på Månens bagside, lige bag den sydvestlige rand, og det er opkaldt efter den engelske fysiker James Chadwick (1891 – 1974).
Navnet blev officielt tildelt af den Internationale Astronomiske Union (IAU) i 1985. 
Før det blev omdøbt af IAU, hed dette krater "De Roy X".

## Omgivelser
Chadwickkrateret ligger nordvest for De Roy-krateret. Dette område af Månens overflade ligger i den sydlige del af det tæppe af udkastet materiale, som omgiver nedslagsbassinet Mare Orientale.

## Karakteristika
Krateret er nogenlunde cirkulært med en skarp rand. Den indre væg er noget bredere mod syd-sydøst, hvilket giver krateret en let udadgående bule i retning mod De Roy. Randen er ikke blevet nævneværdig slidt og heller ikke ramt af større nedslag. Den indre kraterbund har et noget ujævnt udseende.